# Фьорилло, Иоганн Доминик
Иоганн Доминик Фьорилло, также Джованни Доменико, Иоганн Доминикус Фьорилло (итал. Johann Dominik Fiorillo; Giovanni Domenico, Johann Dominicus Fiorillo, 13 октября 1748, Гамбург — 10 сентября 1821, Гёттинген) — немецкий художник, писатель и историк искусства итальянского происхождения. Один из лидеров немецкого романтизма. Фьорилло одним из первых придал истории искусства статус самостоятельной университетской дисциплины.

## Биография
Доминик Фьорилло родился в Гамбурге в семье художников и музыкантов, выходцев из Неаполя. Его отцом был музыкант и композитор Иньяцио Фьорилло; его младший брат — скрипач-виртуоз и композитор Федерико Фьорилло. Первые уроки живописи Иоганн Доминик получил в Академии художеств в Байройте.
В 1761 году он продолжил учёбу в Риме, а с 1765 года в Болонье у Эрколе Лелли, где также изучал анатомию, архитектуру и перспективу у Витторио Мариа Бигари, а живопись у Помпео Батони. В 1769 году Фьорилло был избран членом Болонской академии и вернулся в Германию, где, помимо обязанностей придворного живописца в Брауншвейге, стал заниматься историей искусства. В 1781 году он переехал в Гёттинген, где в 1799 году стал профессором философии в Университете Георга Августа. Он также давал уроки рисования, истории искусства и философии.

## Профессиональная деятельность
Иоганн Доминик Фьорилло был другом Кристиана Готтлоба Хейнса и Готфрида Августа Бюргера, поддерживал контакты со многими важными людьми эпохи в Гёттингенском университете. В свою очередь Фьорилло оказал влияние на знаменитых деятелей немецкого романтизма: Карла Фридриха фон Румора, Августа Вильгельма Шлегеля, Вильгельма Генриха Вакенродера, Людвига Тика.
Фьорилло был членом «Гёттингенской масонской ложи Августы Трёх огней» (Göttinger Freimaurerloge Augusta zu den drei Flammen). Под влиянием идей И. В. фон Гёте Фьорилло увлёкся готикой и считал готическое искусство истинно германским национальным стилем, отчего даже предложил заменить термин «gotik» на «teutsche» (тевтонский).
Его идеи отражены в главном труде — девятитомной истории искусства; задача, которая занимала его более двух десятилетий. Фьорилло одним из первых придал истории искусства статус самостоятельной университетской дисциплины. Его четырёхтомная «История рисования в Германии и Нидерландах» (1798—1821) представляет собой подробный компендиум истории западноевропейского искусства от Средневековья до XVIII века, разделённый по странам.

## Основные публикации
- Сатира живописи Сальваторе Розы (La satira della pittura di Salvatore Rosa). 1785

- Описание коллекции живописи Гёттингенского университета (Beschreibung der Gemählde-Sammlung der Universität zu Göttingen). 1805, Reprint 1998

- История рисования в Германии и Нидерландах. В 4-х т. (Geschichte der zeichnenden Künste in Deutschland und den Niederlanden). 1798—1821

- Иоганн Доминик Фьорилло: Полное собрание сочинений. В 15-ти т. (Johann Dominik Fiorillo: Sämtliche Schriften). 1997